# Jan II van Auvergne
Jan I van Auvergne (overleden te Parijs op 28 september 1404) was van 1386 tot aan zijn dood graaf van Auvergne en Boulogne. Hij behoorde tot het huis Auvergne.

## Levensloop
Jan II was de zoon van graaf Jan I van Auvergne en diens echtgenote Johanna van Clermont, dochter van Jan van Clermont, heer van Charolais. 
In 1386 volgde hij zijn vader op als graaf van Auvergne en Boulogne. Hij bleef beide graafschappen besturen tot aan zijn dood in 1404. 

## Huwelijk en nakomelingen
Op 11 augustus 1373 huwde hij in Compiègne met Eleonora, dochter van graaf Peter Raymond II van Comminges. Ze kregen een dochter:
- Johanna II (1378-1424), gravin van Auvergne en Boulogne.

## Voorouders
| Voorouders van Jan II van Auvergne (-1404) | Voorouders van Jan II van Auvergne (-1404)                              | Voorouders van Jan II van Auvergne (-1404)                              | Voorouders van Jan II van Auvergne (-1404)                              | Voorouders van Jan II van Auvergne (-1404)                              | Voorouders van Jan II van Auvergne (-1404)                    | Voorouders van Jan II van Auvergne (-1404)                    | Voorouders van Jan II van Auvergne (-1404)                    | Voorouders van Jan II van Auvergne (-1404)                    |
| ------------------------------------------ | ----------------------------------------------------------------------- | ----------------------------------------------------------------------- | ----------------------------------------------------------------------- | ----------------------------------------------------------------------- | ------------------------------------------------------------- | ------------------------------------------------------------- | ------------------------------------------------------------- | ------------------------------------------------------------- |
| Overgrootouders                            | Robert VI van Auvergne (1250-1314) ∞ Beatrix van Montgascon (-)         | Robert VI van Auvergne (1250-1314) ∞ Beatrix van Montgascon (-)         | Willem van Dendermonde (1248-1311) ∞ Adelheid van Clermont (1275-1315)  | Willem van Dendermonde (1248-1311) ∞ Adelheid van Clermont (1275-1315)  | ? (-) ∞ ? (-)                                                 | ? (-) ∞ ? (-)                                                 | ? (-) ∞ ? (-)                                                 | ? (-) ∞ ? (-)                                                 |
| Grootouders                                | Robert VII van Auvergne (1282-1325) ∞ Maria van Dendermonde (1290-1350) | Robert VII van Auvergne (1282-1325) ∞ Maria van Dendermonde (1290-1350) | Robert VII van Auvergne (1282-1325) ∞ Maria van Dendermonde (1290-1350) | Robert VII van Auvergne (1282-1325) ∞ Maria van Dendermonde (1290-1350) | Jan van Clermont (1248-1311) ∞ ? (-)                          | Jan van Clermont (1248-1311) ∞ ? (-)                          | Jan van Clermont (1248-1311) ∞ ? (-)                          | Jan van Clermont (1248-1311) ∞ ? (-)                          |
| Ouders                                     | Jan I van Auvergne (-1386) ∞ Johanna van Clermont (1290-1350)           | Jan I van Auvergne (-1386) ∞ Johanna van Clermont (1290-1350)           | Jan I van Auvergne (-1386) ∞ Johanna van Clermont (1290-1350)           | Jan I van Auvergne (-1386) ∞ Johanna van Clermont (1290-1350)           | Jan I van Auvergne (-1386) ∞ Johanna van Clermont (1290-1350) | Jan I van Auvergne (-1386) ∞ Johanna van Clermont (1290-1350) | Jan I van Auvergne (-1386) ∞ Johanna van Clermont (1290-1350) | Jan I van Auvergne (-1386) ∞ Johanna van Clermont (1290-1350) |